# Heinrich Voß (Politiker)
Heinrich Voß, auch Voss (* 20. Januar 1909 in Vorhalle; † 22. März 1982 in Metzingen) war ein deutscher Politiker (CDU).

## Leben und Beruf
Nach dem Besuch der Volksschule absolvierte Voß eine Schlosserlehre, die er mit der Gesellenprüfung beendete. Anschließend arbeitete er als Schlosser in Werdohl. Er war von 1924 bis 1932 in der evangelischen Arbeiterbewegung tätig, schloss sich der Gewerkschaft an und erhielt von 1932 bis 1936 eine Ausbildung als Berufsarbeiter der Inneren Mission in Wuppertal-Barmen. Von 1936 bis 1947 war er Mitarbeiter der Inneren Mission der Evangelischen Kirche in Österreich, zunächst als Anstaltsleiter des Waisenhauses Graz, von 1941 bis 1945 als Leiter des Personalamtes und dann als Wirtschaftsbeauftragter der Inneren Mission. 1942 bestand er sein Abitur als Externer. 1947 wurde er von der sowjetischen Militärkommandantur aus Österreich ausgewiesen.
Voß, der nach Deutschland zurückkehrte, leitete seit Oktober 1947 das evangelische Kinderheim Friedrich-Wilhelm-Stift in Hamm. Er war erneut in der evangelischen Arbeiterbewegung aktiv, wurde stellvertretender Vorsitzender der Arbeitsgemeinschaft christlicher Arbeitnehmerorganisationen in Westfalen und schloss sich dem DGB an.

## Politik
Während der Zeit der Weimarer Republik war Voß Mitglied des CSVD. Am 30. Mai 1938 beantragte er die Aufnahme in die NSDAP und wurde zum 1. März 1940 aufgenommen (Mitgliedsnummer 7.517.228). 1947 schloss er sich der CDU an.
Voß war seit 1948 Ratsmitglied der Stadt Hamm und wurde dort 1952 zum Vorsitzenden der CDU-Fraktion gewählt. Dem Deutschen Bundestag gehörte er von 1953 bis 1957 an. Er war über die Landesliste Nordrhein-Westfalen ins Parlament eingezogen.